# Алексеев, Степан Дмитриевич
Степа́н Дми́триевич Алексе́ев (конец XVII — начало XVIII веков) — подьячий, затем дьяк Русского царства в правление царя Петра Первого. 

## Биография
Ранняя биография неизвестна. Впервые упоминается в 1693/1694 году как подьячий Иноземского и Рейтарского приказов. В 1695/1696 году — в той же должности в тех же приказах. В 1697/1698 и в 1699/1700 годах — дьяк тех же приказов. Дальнейшая биография неизвестна.